# Квітка пустелі
«Квітка пустелі: Незвичайна мандрівка кочівниці» (англ. Desert Flower: The Extraordinary Journey of a Desert Nomad) — автобіографічна книжка авторства Варіс Дірі та Кетлін Міллер про життя сомалійської моделі Варіс Дірі, що вийшла 1998 року.

## Короткий зміст
Попри те, що у три роки Варіс Діріє зазнала ритуального калічення жіночих геніталій та його наслідків на все життя, вона втекла з рідного міста Галькайо, Сомалі, до Могадішо, щоб уникнути шлюбу за домовленістю. Переїхавши з родичами до Лондона, деякий час працювала в МакДональдз, де її випадково помітив фешн-фотограф Теренс Донован. Вона продовжила шлях через модельну кар’єру в кіно та індустрії моди, досягнувши рівня, на якому її вже вважали супермоделлю. Саме тоді вона разом з Міллер написала цю автобіографію. Невдовзі після цього вона стала послом ООН за скасування жіночого обрізання.

## Публікація
- «Квітка пустелі», William Morrow Pub, 1998 (1-ше видання), ISBN 978-0-688-15823-1

## Екранізація
2009 року за книжкою зняли однойменний фільм. Головну роль Варіс виконує ефіопська супермодель Лія Кебеде, продюсери — Пітер Геррманн та Бенджамін Геррманн.

## Переклад українською
2025 року у видавництві «Ще одну сторінку» вийшов український переклад книжки. Перекладачка —Юлія Куліш. 

## Зовнішні посилання
Наші цілі: Маніфест Waris Dirie, desertflowerfoundation.org

### Рецензії українською
- Олександр Федієнко. «Квітка пустелі» Варіс Дірі — автопортрет жінки, яка виборола суб'єктність.